# Capnellidae
Die Capnellidae sind eine Familie der Achtstrahligen Korallen (Octocorallia), die weltweit in flachen und tieferen Meeresregionen vorkommt. Die Familie wurde erst 2022 neu eingeführt. Alle Gattungen der Capnellidae gehörten vorher zur Familie Nephtheidae. Sie unterscheiden sich von dieser Familie vor allem durch die Form der Sklerite.

## Merkmale
Wie fast alle Oktokorallen bilden die Arten der Familie Capnellidae Kolonien, die aus vielen Einzelpolypen mit jeweils acht Tentakeln bestehen. Die Kolonien sind aufrecht stehend und buschig mit einem deutlich ausgebildeten „Stamm“. Eine feste Skelettachse fehlt. Die monomorphen Polypen sitzen auf den Zweigen, niemals auf größeren Ästen oder am Stamm. Sie können sich nicht zurückziehen aber zusammenziehen bzw. nach innen biegen. Die Sklerite der Polypen haben die Form von Spindeln und Stäbchen und sind mit komplexen Tuberkeln besetzt. Es kommen auch einseitig bestachelte Spindeln („Raupen“) und mit Dornen besetzte oder blattförmige Keulen vor. Auf der Außenhaut und im Innern des Stamms sind die Sklerite unregelmäßig, strahlenförmig oder sphäroidförmig. Abgesehen von der in den Tropen verbreiteten Gattung Capnella, die in einer Endosymbiose mit Zooxanthellen lebt, leben die Arten der Capnellidae nicht mit Zooxanthellen in Symbiose und sind dadurch auf planktonische Nahrung angewiesen.

## Gattungen
Zur Familie Capnellidae gehören fünf Gattungen:
- Capnella Gray, 1869
- Drifa Danielssen, 1887
- Duva Koren & Danielssen, 1883
- Eunephthya Verrill, 1869
- Pseudodrifa Utinomi, 1961

Die in nördlichen Meeren vorkommenden Gattungen Drifa, Duva und Pseudodrifa scheinen eine paraphyletische Verwandtschaftsbeziehung untereinander zu haben und sollten möglicherweise einer einzigen Gattung zugeordnet werden.